# Jenniffer Kae
Jenniffer Kae [ˈdʒenɪfə(r) ˈkeɪ] (* 1. Juni 1987; eigentlich Jenniffer-Marie Kästel) ist eine deutsche Sängerin.

## Leben
Jenniffer Kästel stammt aus Königsau und ist halb-philippinischer Herkunft. Sie wurde in eine Künstlerfamilie hineingeboren und kam schon sehr früh mit Musik und Gesang in Kontakt. Ihr musikalischer Stil verknüpft Soul, Pop, R&B und Gospel. Die Popsängerin Laura Kästel ist ihre jüngere Schwester.
2002 nahm sie an der Casting-Show Teenstar teil und schaffte es bis ins Halbfinale. 2003 trat sie in der Castingshow Star Search auf (Kategorie Music Act von 10 bis 15 Jahren) und konnte auch hier das Halbfinale erreichen. Als Mitglied von Star Search – The Kids erreichte sie mit der Single Smile im September 2003 Platz fünf der deutschen Charts. Die gemeinsam aufgenommene Nachfolgesingle Mother konnte nicht mehr an diesen Erfolg anschließen.
Ihr Produzent ist Peter Hoffmann (bekannt als Entdecker der Band Tokio Hotel) in Zusammenarbeit mit den britischen Produzenten Steve Chrisanthou, John Beck und Paul McKendrick. Ihr Debütalbum Faithfully entstand in Deutschland und Großbritannien und wurde im Mai 2008 bei Warner Music/Starwatch veröffentlicht. Die erste Singleauskopplung mit dem Titel Little White Lies erschien bereits eine Woche zuvor.
Im Oktober 2008 erschien die zweite Single, Do You Love Me?, im Original von der schwedischen Popsängerin Amanda Jenssen. Der Song wurde von ProSieben für Promotionszwecke der TV-Serie Pushing Daisies benutzt. In Deutschland stieg Kae damit in die Top 50 ein. Ende Oktober startete eine Clubtour, bei der sie unter anderem in Köln, Berlin und Hamburg auftrat. Von 2012 bis 2013 saß sie in der Jury der Casting-Show Dein Song des Fernsehsenders KiKA. Kae ist auch als Background-Sängerin tätig, unter anderem für Johannes Oerding, Cro und Lena.
Im Februar 2019 erschien Kaes erste deutschsprachige Single Chamäleonmädchen. Am 17. Mai 2019 wurde nach 11 Jahren ihr zweites und zugleich erstes deutschsprachiges Album Halb 4 veröffentlicht.
Seit 2021 ist sie in der Sendung Wer stiehlt mir die Show? zu sehen, wo sie die Showband gesanglich unterstützt. Im Jahr 2021 übernahm sie im Disney-Film Encanto den gesanglichen Part der Rolle Luisa Madrigal.
Im Jahr 2023 war Kae eine der Stipendiatinnen für ein Arbeitspaketstipendium des Brandenburger Ministeriums für Wissenschaft, Forschung und Kultur.

## Diskografie

### Alben
- 2008: Faithfully
- 2019: Halb 4

### EPs
- 2008: Do You Love Me?
- 2014: Eyes Open Wide

### Singles
- 2008: Little White Lies
- 2008: Do You Love Me?
- 2009: Wonderful to Me (mit Myron)
- 2013: Royals (als Jenny Kae mit Jona Selle)
- 2014: Eyes Open Wide
- 2019: Chamäleonmädchen
- 2019: Wenn ich dich loslass’
- 2019: Knöpfe
- 2019: Fremde

### Gastbeiträge
- 2015: Sweet Love (Lissat & Voltaxx feat. Jenniffer Kae)
- 2016: Will You Be Gone (Lissat & Voltaxx feat. Jenniffer Kae)

## Filmographie
- 2021: Encanto (Gesang)